# Claudine Cohen
Pour les articles homonymes, voir Cohen.
 (novembre 2012).
Si vous disposez d'ouvrages ou d'articles de référence ou si vous connaissez des sites web de qualité traitant du thème abordé ici, merci de compléter l'article en donnant les références utiles à sa vérifiabilité et en les liant à la section « Notes et références ».
Claudine Cohen est une paléontologue, philosophe et historienne des sciences française, spécialiste de l'histoire de la paléontologie et des représentations de la Préhistoire. Elle est la première en France à déconstruire les représentations sexuées pour la préhistoire occidentale.

## Biographie
Née à Sfax en Tunisie, Claudine Cohen a vécu à Nice puis à Paris où elle réside aujourd'hui. Elle est mère d'un enfant.
Elle possède une double formation, en Sciences de la Vie et de la Terre, et en Sciences humaines et sociales. Elle étudie la philosophie (maîtrise et CAPES, 1975) et la paléontologie (DEA de biologie sciences de la Terre, option paléontologie des vertébrés à l'université Paris VI, 1977), obtient  une agrégation de lettres modernes (1980), un doctorat ès lettres de l'université Paris III (1989) puis une habilitation à diriger des recherches en épistémologie et histoire des sciences (université Paris VII, 2004).
Elle est Professeure des universités, directrice d'études de la chaire « Biologie et société » à l'École pratique des hautes études (section des Sciences de la vie et de la Terre), et directrice d'études à l'École des hautes études en sciences sociales, où elle est membre du Centre des recherches sur les arts et le langage (CRAL). Elle est également chercheuse associée au Collège d'études mondiales de la Maison des sciences de l'homme.
En 1994, elle est chercheuse invitée aux États-Unis à l'université de Princeton et membre de l'Institute for Advanced Study de Princeton (2003), au Massachusetts Institute of Technology (Institut Dibner pour l'histoire des sciences et de la technologie, Cambridge, (Massachusetts) (1999-2000), à New York au Center for Scholars and Writers de la New York Public Library (2001-2002) au Getty Research Institute à Los Angeles (2006-2007), au Clark Art Institute à Williamstown en 2009, et professeur invitée à l'Institut de technologie Stevens, Hoboken (New Jersey) (2005). Elle a également donné plusieurs cycles de conférences en Russie (Académie des sciences de Saint-Pétersbourg) depuis 1994 et en Chine (Shanghaï) en 2008.
Elle est membre du conseil d'orientation de l'Institut Diderot, le fonds de dotation pour le développement de l'économie sociale de Covéa, depuis mars 2009.

## Itinéraire et objets d’études
(août 2025).
Il peut être nécessaire de l'améliorer pour respecter le principe de neutralité de point de vue. Veuillez consulter la page de discussion pour plus de détails.

Ses travaux sur l’histoire de la paléontologie, de la paléoanthropologie et de la préhistoire s'orientent principalement en trois directions : l’étude épistémologique et historique de ces disciplines, à travers l’histoire de leurs concepts, de leurs méthodes et de leurs problèmes; l’exploration des changements historiques de leurs procédures d’authentification, de validation et de présentation de leurs preuves ; l’étude de leurs formes discursives et l’investigation de l’imaginaire scientifique, tant dans l’élaboration du savoir scientifique que dans sa diffusion et sa vulgarisation.
- L’émergence des sciences de la vie et de la Terre à l’aube des Lumières- L’étude de l'œuvre clandestine d'un naturaliste amateur du tournant du XVIIe siècle, le Telliamed de Benoît de Maillet a conduit Claudine Cohen à explorer la conjoncture scientifique et intellectuelle des années 1680-1720. Ce travail se prolonge par l’étude de la Protogée de Leibniz, « théorie de la Terre » écrite au cours de la même période, dont elle a publié en 2008 avec la collaboration d’André Wakefield la première traduction du latin en langue anglaise.

- Histoire de la paléontologie des vertébrés - En faisant l’histoire d’un des objets canoniques de la paléontologie (le mammouth), Claudine Cohen a jeté un regard neuf et inédit sur le développement de cette discipline. Elle suit les mutations du regard porté sur un objet unique rendant compte des développements du savoir, des questionnements et des controverses, des différents modes de constitution du discours, des différents systèmes de pensée et d'interprétation, et des significations que ces vestiges découverts ont prises, en divers temps et lieux, dans la culture et dans la science occidentale[4]

- Représentations et imaginaires de la préhistoire humaine. En collaboration avec le paléo-anthropologue Jean-Jacques Hublin, Claudine Cohen a exploré les circonstances de la naissance de la préhistoire de l'Homme en France au XIXe siècle, et la biographie de son fondateur, Jacques Boucher de Perthes. Ce travail s'est prolongé par une interrogation sur la place de l’imaginaire et de la fiction dans le discours, scientifique et vulgarisé, de ces savoirs.

- Regards sur la femme préhistorique - « L'Homme préhistorique était aussi une femme » telle est la première phrase de La Femme des origines de Claudine Cohen, publié en 2003 (dernière réédition 2020)[5]. Dans cet ouvrage, Claudine Cohen  expose les mutations des représentations de la femme préhistorique, depuis la femme collectrice du chasseur de mammouth, objet sexuel sans défense, en passant par la sélection sexuelle darwinienne jusqu’aux perspectives féministes des années 1970 opposant au mythe de l'homme chasseur celui de la femme cueilleuse qui procure à l'espèce l'essentiel de ses moyens de subsistance[6].

## Publications
- Boucher de Perthes : les origines romantiques de la préhistoire avec Jean-Jacques Hublin, préface d'Yves Coppens, Paris, Belin, 1989 ; rééd. 2017 Ouvrage couronné par l'Académie française (1990)
- Le destin du mammouth, Seuil, 1994, rééd. 2003, préface de Stephen Jay Gould  (ISBN 2-02-021533-0) Prix Roberval (1995) ; Prix Jean-Rostand (1995)
- L'Homme des origines : savoirs et fictions en préhistoire, Seuil, 1999 Prix Roland de Jouvenel de l'Académie française (1999)
- La femme des origines : images de la femme dans la préhistoire occidentale, Paris, Belin Herscher, 2003 ; rééd. 2006[6] Ouvrage couronné par l'Académie des sciences morales et politiques ; ouvrage couronné par l'Académie des beaux-arts (2003)
- Un néandertalien dans le métro, Seuil, 2007  (ISBN 978-2-02-092557-0)
- Protogaea, Leibniz, (première édition en langue anglaise) traduction du latin, édition et préface, avec Andre Wakefield, Chicago, The University of Chicago Press, 2008 ; rééd. broché, 2010
- La méthode de Zadig : la trace, le fossile, la preuve, Paris, éditions du Seuil, janvier 2011 Ouvrage couronné par la Société géologique de France ; Prix international Eugen Wegmann 2011
- Science, libertinage et clandestinité à l'aube des Lumières : le transformisme de Telliamed, Paris, PUF, mars 2011
- Origines de l'humanité : les nouveaux scénarios, avec José Braga, Bruno Maureille, Nicolas Teyssandier, Montreuil, Éditions La Ville Brûle, 2016
- Femmes de la préhistoire, Paris, Belin, 2016 ; rééd. 2019, Taillandier, « Texto »
- Luc Abbadie, Gilles Bœuf, Allain Bougrain-Dubourg, Claudine Cohen, Bruno David, Philippe Descola, Françoise Gaill, Jean Gayon, Thierry Hoquet, Philippe Janvier, Yvon Le Maho, Guillaume Lecointre, Valérie Masson-Delmotte, Armand de Ricqlès, Philippe Taquet, Stéphanie Thiébault et Frédérique Viard, Manifeste du Muséum : Quel futur sans nature ?, Paris, Reliefs/MNHN, 2017, 80 p. (ISBN 978-2-8565-3811-1, lire en ligne).
- « Aux origines du genre », dans Variations sur l'histoire de l'humanité avec Yves Coppens (préface), Ugo Bellagamba, Marylène Patou-Mathis, Jean-Sébastien Steyer, Évelyne Heyer, Brigitte Senut, Roland Lehoucq, Ada Ackerman, José Braga, Laurent Genefort, Marie-Christine Maurel, Jean-Loïc Le Quellec, Nicolas Teyssandier et Valéry Zeitoun, Montreuil, éditions La Ville Brûle, 2018, p. 79 – 84  (ISBN 978-2-36012-103-8)
- Nos ancêtres dans les arbres. Penser l'évolution humaine, Paris, éditions du Seuil, mars 2021